# دومان‌لی (گوموش‌حاجی‌کوی)
دومان‌لی (به ترکی استانبولی: Dumanlı) یک منطقهٔ مسکونی در ترکیه است که در گوموش‌حاجی‌کوی واقع شده‌است.